# 1. Fußballclub Bocholt 1900 1977-1978
Questa voce raccoglie le informazioni riguardanti il 1. Fußballclub Bocholt 1900 nelle competizioni ufficiali della stagione 1977-1978.

## Stagione
Nella stagione 1977-1978 il Bocholt, allenato da Friedel Elting, concluse il campionato di 2. Bundesliga al 18º posto.

## Rosa
| N. |                     | Ruolo | Calciatore          |
| -- | ------------------- | ----- | ------------------- |
|    | Germania (bandiera) | P     | Ulrich Granzow      |
|    | Germania (bandiera) | P     | Wolfgang Kieselmann |
|    | Germania (bandiera) | P     | Günther Schubert    |
|    | Germania (bandiera) | D     | Gerhard Busch       |
|    | Germania (bandiera) | D     | Wolfgang Keuken     |
|    | Germania (bandiera) | D     | Paul Pakenis        |
|    | Germania (bandiera) | D     | Lutz Philipp        |
|    | Germania (bandiera) | D     | Jan Roeloffzen      |
|    | Germania (bandiera) | D     | Edmund Stieber      |
|    | Germania (bandiera) | C     | Helmut Buhsfeld     |
|    | Germania (bandiera) | C     | Wolfgang Franke     |
|    | Germania (bandiera) | C     | Peter Geisler       |

| N. |                     | Ruolo | Calciatore       |
| -- | ------------------- | ----- | ---------------- |
|    | Germania (bandiera) | C     | Wilfried Krause  |
|    | Germania (bandiera) | C     | Uwe Montelett    |
|    | Germania (bandiera) | C     | Georg Schmeinck  |
|    | Germania (bandiera) | C     | Lothar Schulz    |
|    | Germania (bandiera) | C     | Jörg Voigt       |
|    | Germania (bandiera) | A     | Wolfgang Figura  |
|    | Germania (bandiera) | A     | Peter Müller     |
|    | Germania (bandiera) | A     | Jürgen Nabrotzki |
|    | Germania (bandiera) | A     | Norbert Runge    |
|    | Germania (bandiera) | A     | Jürgen Tänzer    |
|    | Germania (bandiera) | A     | Hubert Tenbrink  |
|    | Germania (bandiera) | A     | Werner Weikamp   |

## Organigramma societario
Area tecnica
- Allenatore: Friedel Elting
- Allenatore in seconda:
- Preparatore dei portieri:
- Preparatori atletici:

## Calciomercato

### Sessione estiva
| Acquisti | Acquisti         | Acquisti           | Acquisti |
| R.       | Nome             | da                 | Modalità |
| -------- | ---------------- | ------------------ | -------- |
| D        | Gerhard Busch    | Fortuna Düsseldorf |          |
| A        | Wolfgang Figura  | MSV Moers          |          |
| C        | Wolfgang Franke  | Uerdingen 05       |          |
| P        | Ulrich Granzow   | Rot-Weiss Essen    |          |
| D        | Wolfgang Keuken  | Wuppertal          |          |
| A        | Peter Müller     | VfR Neuss          |          |
| A        | Jürgen Nabrotzki | Schwarz-Weiß Essen |          |
| D        | Lutz Philipp     | Erkenschwick       |          |
| P        | Günther Schubert | Schalke 04         |          |
| D        | Edmund Stieber   | Uerdingen 05       |          |
| A        | Hubert Tenbrink  | Bayer Leverkusen   |          |

| Cessioni | Cessioni               | Cessioni      | Cessioni |
| R.       | Nome                   | a             | Modalità |
| -------- | ---------------------- | ------------- | -------- |
| D        | Klaus-Dieter Mackowiak | Bonner        |          |
| A        | Günter Pangerl         | RW Oberhausen |          |

### Sessione invernale
| Acquisti | Acquisti | Acquisti | Acquisti |
| R.       | Nome     | da       | Modalità |
| -------- | -------- | -------- | -------- |

| Cessioni | Cessioni | Cessioni | Cessioni |
| R.       | Nome     | a        | Modalità |
| -------- | -------- | -------- | -------- |

## Risultati

### 2. Bundesliga

#### Girone di andata
| Arbitro: | Möller |

|  |           |             |
|  | Marcatori | 54’ Spazier |

| Arbitro: | Broska |

|                                 |           |                       |
| Fuchs 10’ Grünther 36’ Wolf 75’ | Marcatori | 18’ Tänzer 57’ Keuken |

| Arbitro: | Kespohl |

|                                      |           |  |
| Keuken 4’ Buhsfeld 55’ Schmeinck 87’ | Marcatori |  |

| Arbitro: | Assenmacher |

|               |           |              |
| Klausmann 81’ | Marcatori | 24’ Buhsfeld |

| Arbitro: | Heitmann |

|                          |           |  |
| Schmeinck 60’ Figura 70’ | Marcatori |  |

| Arbitro: | Zuchantke |

|                           |           |                           |
| Sackewitz 53’ Köstner 84’ | Marcatori | 34’ Runge 40’, 56’ Tänzer |

| Arbitro: | Gabriel |

|  |           |                         |
|  | Marcatori | 3’ Zimmer 88’ Babington |

| Arbitro: | Gathmann |

|                      |           |  |
| Lausen 28’ Budde 47’ | Marcatori |  |

| Arbitro: | Wahmann |

|                                          |           |             |
| Runge 9’ Franke 65’ Schmeinck 90’ (rig.) | Marcatori | 13’ Mödrath |

| Arbitro: | Retzmann |

|                                    |           |                      |
| Rogoznica 35’ Amiq 57’, 67’ (rig.) | Marcatori | 39’ Tänzer 83’ Runge |

| Arbitro: | Waltert |

|                             |           |             |
| Montelett 24’ Nabrotzki 65’ | Marcatori | 14’ Hörster |

| Arbitro: | Gabor |

|                                       |           |                 |
| Reiners 28’, 60’, 70’ Clute-Simon 53’ | Marcatori | 75’, 76’ Tänzer |

| Arbitro: | Schmidt |

|                      |           |                                |
| Runge 86’ Krause 90’ | Marcatori | 37’ Mrosko 84’ (rig.) Behrends |

| Arbitro: | Horstmann |

|                                                    |           |          |
| Wieczorkowski 43’ Fürhoff 50’ Mill 70’ Martens 75’ | Marcatori | 9’ Runge |

| Arbitro: | Redelfs |

|                            |           |  |
| Laube 45’, 78’ Flüshöh 60’ | Marcatori |  |

| Arbitro: | Barnick |

|                             |           |                   |
| Schmeinck 22’ Montelett 41’ | Marcatori | 23’, 47’ Mattsson |

| Arbitro: | Broska |

|                                   |           |  |
| Kucharski 34’ Bone 78’ Mertes 89’ | Marcatori |  |

| Bocholt 10 dicembre 1977 18ª giornata | Bocholt   | 0 – 0 referto | Osnabrück | Stadion am Hünting (4 000 spett.)\| Arbitro: \| Reichmann \| |
| Arbitro:                              | Reichmann |               |           |                                                              |

| Arbitro: | Filipiak |

|         |           |  |
| Kehr 4’ | Marcatori |  |

#### Girone di ritorno
| Arbitro: | Milkert |

|              |           |           |
| Lenz 6’, 90’ | Marcatori | 7’ Tänzer |

| Arbitro: | Wippker |

|              |           |           |
| Montelett 8’ | Marcatori | 64’ Angel |

| Arbitro: | Kopka |

|                       |           |            |
| Wunder 22’ Anders 90’ | Marcatori | 84’ Keuken |

| Arbitro: | Eggers |

|                                    |           |                      |
| Buhsfeld 31’ Krause 49’ Müller 67’ | Marcatori | 47’ (rig.) Klausmann |

| Arbitro: | Osmers |

|                    |           |          |
| Höfer 48’ Busk 54’ | Marcatori | 9’ Runge |

| Arbitro: | Kohnen |

|                                            |           |  |
| Buhsfeld 5’, 71’, 81’ Müller 27’ Runge 57’ | Marcatori |  |

| Arbitro: | Zittrich |

|             |           |               |
| Schmitt 78’ | Marcatori | 90’ Montelett |

| Arbitro: | Kespohl |

|            |           |  |
| Franke 45’ | Marcatori |  |

| Arbitro: | Risse |

|                                              |           |                          |
| Mödrath 26’ Wesseler 32’ Majgl 77’ Graul 89’ | Marcatori | 24’ Tänzer 42’ Montelett |

| Arbitro: | Rieb |

|                                 |           |            |
| Franke 36’ Tänzer 39’ Runge 76’ | Marcatori | 72’ Ohling |

| Arbitro: | Wahmann |

|                          |           |  |
| Bruckmann 46’ Herzog 79’ | Marcatori |  |

| Arbitro: | Winkler |

|                                 |           |  |
| Keuken 83’ Franke 86’ Runge 89’ | Marcatori |  |

| Arbitro: | Kaiser |

|                                                                                |           |                                            |
| Genschick 38’ Behrends 45’ Schmotz 49’ Mrosko 56’ Friederichsen 59’ Krüger 69’ | Marcatori | 8’ Runge 61’ (rig.), 68’ Keuken 63’ Müller |

| Arbitro: | Roth |

|                                                  |           |                                     |
| Runge 10’ Montelett 35’ Müller 51’ Nabrotzki 79’ | Marcatori | 39’ Wieczorkowski 65’, 75’ Hrubesch |

| Arbitro: | Kornrumpf |

|  |           |                     |
|  | Marcatori | 34’ Laube 85’ Fleer |

| Arbitro: | Wuttke |

|                             |           |                        |
| Funkel 27’, 48’ Raschid 70’ | Marcatori | 11’, 87’ (rig.) Keuken |

| Arbitro: | Schön |

|                                   |           |  |
| Buhsfeld 82’ Müller 88’ Runge 89’ | Marcatori |  |

| Arbitro: | Lins |

|                     |           |           |
| Loos 47’ Schock 84’ | Marcatori | 72’ Busch |

| Arbitro: | Barnick |

|                                            |           |                      |
| Runge 69’, 81’ Montelett 75’ Nabrotzki 86’ | Marcatori | 21’, 52’, 78’ Stradt |

## Statistiche

### Statistiche di squadra
| Competizione  | Punti | In casa | In casa | In casa | In casa | In casa | In casa | In trasferta | In trasferta | In trasferta | In trasferta | In trasferta | In trasferta | Totale | Totale | Totale | Totale | Totale | Totale | DR |
| Competizione  | Punti | G       | V       | N       | P       | Gf      | Gs      | G            | V            | N            | P            | Gf           | Gs           | G      | V      | N      | P      | Gf     | Gs     | DR |
| ------------- | ----- | ------- | ------- | ------- | ------- | ------- | ------- | ------------ | ------------ | ------------ | ------------ | ------------ | ------------ | ------ | ------ | ------ | ------ | ------ | ------ | -- |
| 2. Bundesliga | 32    | 19      | 12      | 4       | 3       | 41      | 20      | 19           | 1            | 2            | 16           | 24           | 50           | 38     | 13     | 6      | 19     | 65     | 70     | -5 |
| Totale        | 32    | 19      | 12      | 4       | 3       | 41      | 20      | 19           | 1            | 2            | 16           | 24           | 50           | 38     | 13     | 6      | 19     | 65     | 70     | -5 |

### Andamento in campionato
| Giornata  | 1  | 2  | 3  | 4  | 5  | 6 | 7  | 8  | 9  | 10 | 11 | 12 | 13 | 14 | 15 | 16 | 17 | 18 | 19 | 20 | 21 | 22 | 23 | 24 | 25 | 26 | 27 | 28 | 29 | 30 | 31 | 32 | 33 | 34 | 35 | 36 | 37 | 38 |
| --------- | -- | -- | -- | -- | -- | - | -- | -- | -- | -- | -- | -- | -- | -- | -- | -- | -- | -- | -- | -- | -- | -- | -- | -- | -- | -- | -- | -- | -- | -- | -- | -- | -- | -- | -- | -- | -- | -- |
| Luogo     | C  | T  | C  | T  | C  | T | C  | T  | C  | T  | C  | T  | C  | T  | T  | C  | T  | C  | T  | T  | C  | T  | C  | T  | C  | T  | C  | T  | C  | T  | C  | T  | C  | C  | T  | C  | T  | C  |
| Risultato | P  | P  | V  | N  | V  | V | P  | P  | V  | P  | V  | P  | N  | P  | P  | N  | P  | N  | P  | P  | N  | P  | V  | P  | V  | N  | V  | P  | V  | P  | V  | P  | V  | P  | P  | V  | P  | V  |
| Posizione | 17 | 19 | 13 | 14 | 10 | 7 | 10 | 12 | 10 | 11 | 10 | 11 | 11 | 14 | 17 | 16 | 17 | 18 | 18 | 19 | 19 | 19 | 19 | 19 | 17 | 17 | 17 | 17 | 16 | 16 | 16 | 16 | 16 | 16 | 18 | 17 | 19 | 18 |

Legenda:

Luogo: C = Casa; T = Trasferta. Risultato: V = Vittoria; N = Pareggio; P = Sconfitta.

### Statistiche dei giocatori
| H. Buhsfeld   | 31 | 7  | 1 | 0 |
| G. Busch      | 22 | 1  | 0 | 0 |
| W. Figura     | 5  | 1  | 0 | 0 |
| W. Franke     | 35 | 4  | 0 | 1 |
| P. Geisler    | 2  | 0  | 0 | 0 |
| U. Granzow    | 0  | 0  | 0 | 0 |
| W. Keuken     | 33 | 8  | 2 | 0 |
| W. Kieselmann | 9  | 0  | 0 | 0 |
| W. Krause     | 21 | 2  | 0 | 0 |
| U. Montelett  | 37 | 7  | 2 | 0 |
| P. Müller     | 24 | 5  | 0 | 0 |
| J. Nabrotzki  | 19 | 3  | 1 | 0 |
| P. Pakenis    | 4  | 0  | 0 | 0 |
| L. Philipp    | 37 | 0  | 4 | 0 |
| J. Roeloffzen | 36 | 0  | 3 | 0 |
| N. Runge      | 36 | 14 | 0 | 0 |
| G. Schmeinck  | 19 | 4  | 2 | 0 |
| G. Schubert   | 29 | 0  | 1 | 0 |
| L. Schulz     | 3  | 0  | 0 | 0 |
| E. Stieber    | 21 | 0  | 4 | 0 |
| H. Tenbrink   | 16 | 0  | 2 | 0 |
| J. Tänzer     | 32 | 9  | 4 | 0 |
| J. Voigt      | 0  | 0  | 0 | 0 |
| W. Weikamp    | 1  | 0  | 0 | 0 |